# ディオドロス・クロノス
ディオドロス・クロノス（古希: Διόδωρος Κρόνος 英: Diodorus Cronus 前284年ごろ没）は、古代ギリシア・ヘレニズム期のメガラ派の哲学者・論理学者。「クロノス」は「老いぼれ」を意味するあだ名。ストア派のゼノンの師の一人、命題論理や様相論理の先駆者、運命論の支持者として知られる。
著作は現存せず、断片的な学説が後世のキケロ、エピクテトス、ディオゲネス・ラエルティオス、セクストス・エンペイリコスらを通じて伝わる。

## 人物
ディオゲネス・ラエルティオス『ギリシア哲学者列伝』第2巻で、メガラ派の祖エウクレイデスの学統に連なる人物、エウブリデスの弟子のアポロニオス・クロノスの弟子として語られる。
小アジアのカリアのイアソス出身。アレクサンドリアのプトレマイオス1世の宮廷に召し抱えられたが、宴席でメガラ派のスティルポンに問答競技を挑まれて負け、師と同様「老いぼれ」を意味する「クロノス」のあだ名で呼ばれるようになった。のち、そのときの論題について論文を書いたが失意のうちに没した。
弟子に、ストア派の祖ゼノンとメガラのピロン（メガラのフィロン）がいた。また5人の娘にも弁証術を伝授した。またアカデメイア派のアルケシラオスにも影響を与えた。
逸話として、脱臼して医師ヘロピロスの診察を受けた際、運動否定論により実際は脱臼していないのだと冗談めかして言った、という逸話が伝わる。アレクサンドリアの詩人カリマコスは、ディオドロスの賢さを讃え、屋根の上のカラスまでもが命題論理の学説を口ずさむ、という詩を詠んだ。

## 学説
ディオドロスとその弟子メガラのピロン（メガラのフィロン）は、ストア派のクリュシッポスとともに、命題論理や様相論理を扱った先駆者とされる。具体的には、後世の複数の文献において、「もし……ならば」や「必然である」を含む命題の論理包含などについての学説が報告される。
特にディオドロスは、様相論理に関する「キュリエウオン・ロゴス」(古希: κυριεύων λόγος) という論題に取り組んだ。「キュリエウオン・ロゴス」は、英語では「マスター・アーギュメント」(英: master argument) と訳され、日本語では「主人の論」などと訳されるが、つまりは「難問」程度の意味合いである。論題の内容については 入不二 2015 などが詳しい。この論題はアリストテレス『命題論』第9巻の「海戦問題」とともに、様相論理や「論理的運命論」 (英: logical fatalism) の論題として現代の哲学者にも受容されている。古代ではストア派のクリュシッポスやアンティパトロスもこれに取り組んだ。ディオドロスは論理的運命論を支持する立場をとった。
その他、エレア派以来の運動否定論や原子論を強く支持した。エウブリデスに帰される詭弁「蔽いをされている者」「角ある者」は、ディオドロスにも帰された。